# اوناغة (حد الدرا)
اوناغة هي إحدى مشيخات المملكة المغربية، تتبع جغرافيا لإقليم الصويرة وإداريًا لحد الدرا. يقدر عدد سكانها بـ 5980 نسمة حسب الإحصاء الرسمي للسكان والسكنى لسنة 2004.